# Уиллис (фамилия)
Уи́ллис, также Ви́ллис (англ. Willis) — английская, англо-нормандская и шотландская фамилия. 2402-я по распространённости фамилия в мире, её носят около 230 200 человек, в том числе ок. 166 240 человек в США, ок. 30 350 человек в Англии и ок. 12 800 человек в Австралии.
Наиболее древний род, носящий эту фамилию, — Уиллисы из Уорикшира (ранее из Ньюболд-Комин и Фенни-Комптон), писавшиеся как Willis, Willys, и Wyllys в документах с 1330 года. Их фамилия происходит от фамилии линкольнширского дворянского рода де Веллес (de Welles), которая, в свою очередь, происходит от нормандской фамилии де Валибус (de Vallibus — «из долины»), происходящей от рода Вокс (Vaux). Род Вокс, происходящий в Англии от Гарольда де Вокса, близкого родственника Вильгельма Завоевателя, во французских документах известен с 794 года. Воксы обладали как собственным влиянием, так и приобретённым от браков с членами королевской семьи.
В других случаях, особенно часто в Шотландии, фамилия Уиллис происходит от имени Вильгельм — «сын Вильгельма/Уильяма/Уилла» и примыкает к фамилии Вильсон/Уилсон. Имя «Вильгельм» после Завоевания стало весьма распространено, поэтому не следует считать, что все Уиллисы являются хотя бы дальними родственниками.
Известные дворянские роды Уиллисов, кроме вышеупомянутого уорикширского, происходили из:
- Хэлснида (Ланкашир, а ныне Уинстон, Мерсисайд)
- Этерфилда (о-в Уайт), позднее из Уолдингема в Суррее;
- Монкс-Барн (Питерсфилд, Хэмпшир).

Уиллисы из Вика (Вустершир) являются младшей ветвью кембриджского рода, из которого происходят братья Томас и Ричард Уиллисы, сделанные баронетами в XVII веке, но к 1732 году их роды пресеклись.
Солдат XVI века сэр Хэмфри Уллис, шериф в ирландских графствах Донегол и Фермана, основал род Уиллисов из Флоренскорта (Фермана), позднее из Монмутшира. Из этого рода происходят врач и японский иностранный советник Уильям Уиллис и писатель Энтони Армстронг (при рождении Джордж Энтони Армстронг Уиллис). Джордж Уиллис в 1767 году открыл Флоренскортский тис — самый старый тис в Ирландии.
Хэмфри Уиллис, которого не следует смешивать с вышеупомянутым, был солдатом в эпоху Английской революции и происходил из йоменов или мелкопоместных дворян Вулавингтона (Сомерсет).